# Sam Van Rooy
Pour les articles homonymes, voir Van Rooy.
Sam Van Rooy, né le 27 mai 1985 à Anvers, est un homme politique belge, membre du Vlaams Belang (VB).

## Biographie
Sam Van Rooy nait le 27 mai 1985 à Anvers.
Lors des élections régionales de 2019, il est élu député au Parlement flamand.